# بريان مودي
بريان مودي (بالإنجليزية: Bryan Moody) هو لاعب كرة الريشة كندي، ولد في 16 يناير 1972 في بوينت كلير في كندا.

## وصلات خارجية
- بريان مودي على موقع BWF.tournamentsoftware.com (الإنجليزية)
- بريان مودي على موقع BWFbadminton.com (الإنجليزية)
- بريان مودي على موقع اللجنة الأولمبية الدولية (الإنجليزية)
- بريان مودي على موقع أوليمبيديا (الإنجليزية)
- بريان مودي على موقع اللجنة الأولمبية الكندية (الإنجليزية)
- بريان مودي على موقع اتحاد ألعاب الكومنولث (مؤرشف) (الإنجليزية)